# Анджей Земянський
Анджей Земянський (пол. Andrzej Ziemiański, 17 лютого 1960) — польський письменник-фантаст, який за фахом є архітектором.

## Біографія
Анджей Земянський народився у Вроцлаві. У 1983 році він закінчив архітектурний факультет Вроцлавської політехніки. Після закінчення вишу Земянський у 1984—1985 роках працював у Інституті архітектури та урбаністики Вроцлавської політехніки. У 1985—2005 роках він працює в Інституті сільськогосподарського будівництва відділу природокористування і геодезії Вроцлавської сільськогосподарської академії.
У 1997 році разом із Євгеніушем Дембським він заснував перший польський інтернет-журнал «Fahrenheit», присвячений науковій фантастиці. Проте в 2004 році, за твердженням самого Земянського, його за наполяганням Дембського виключили зі складу редколегії журналу. За твердженнями інших членів редколегії, Земянський за власної ініціативи покинув редколегію журналу.
У 2007 році Анджей Земянський вирішив покинути офіційне місце роботи, та став фрілансером. Після цього він отримує кошти виключно за рахунок літературної діяльності.
У 2010—2012 роках Анджей Земянський вів персональний блог, присвячений підтримці ремонту головного залізничного вокзалу Вроцлава.

## Літературна творчість
Літературну творчість Анджей Земянський розпочав ще у 1979 році, коли в журналі Вроцлавської політехніки «Sigma» опублікував своє перше фантастичне оповідання «Закритий заклад» (пол. Zakład zamknięty). У 1981 році він написав радіоп'єсу для Польського Радіо «Людина, яка не може померти» (пол. Człowiek, który nie potrafi umrzeć), проте вона так і не вийшла в ефір у зв'язку із запровадженням у Польщі воєнного стану. Першою самостійною книжкою Земянського стала збірка оповідань «Даймоніон», яка вийшла друком у 1985 році. У другій половині 80-х років частину своїх повістей, зокрема «Уявні війни» (пол. Wojny urojone) та «Убивці сатани» (пол. Zabójcy szatana), Земянський писав у співавторстві з Анджеєм Джевінським. Більшість своїх творів кінця 80-х — початку 90-х років ХХ століття Анджей Земянський, у зв'язку із збільшенням попиту в Польщі на закордонну, переважно анломовну, фантастичну літературу, більшість творів цього періоду письменник написав у реаліях анломовного світу, із героями з іменами англійською мовою, навіть один із своїх романів цього періоду «Пересадка у пеклі» (початково «Пересадка у передпокої пекла», пол. Przesiadka w przedpieklu, пізніше пол. Przesiadka w piekle) він видав під англомовним псевдонімом Патрік Шонессі (Patrick Shoughnessy), пізніше цей роман перевиданий під новішою назвою під спавжнім іменем автора. Пізніше, від початку ХХІ століття, Земянський пише твори виключно в польських реаліях, у тому числі роблячи місцем їх дії своє рідне місто Вроцлав (зокрема твори «Бреслау forever», «Утеча з Фестунг Бреслау» (пол. Ucieczka z Festung Breslau). У одномуіз творів автора, «Автобан нах Познань» (пол. Autobahn nach Poznań), у майбутньому Землі, яка пережила кілька катаклізмів, Польща, хоча й зменшилась у розмірах, стала найпотужнішою державою на планеті, тим більше, що в ній збереглась єдина в світі автомагістраль. Найвідомішим циклом творів Анджея Земянського є трилогія «Ахая» (пол. Achaja), у якій поєднуються елементи бойової фентезі та наукової фантастики, проте сам автор відносить її до жанру чистої наукової фантастики. Анджей Земянський також написав продовження цієї трилогії — «Пам’ятник імператриці Ахаї» (пол. Pomnik Cesarzowej Achai) та «Віріон» (пол. Virion).
Окрім художньої літератури, Анджей Земянський кілька науково-популярних книг із програмування, а також посібник по виготовленню коктейлів (пол. Drinki).

## Премії та нагороди
Анджей Земянський є чотриразовим лауреатом премії «Сфінкс» (у 2001, 2002, 2003 та 2004 роках), дворазовим лауреатом премії імені Януша Зайделя (2002 та 2004 роки) та «Наутилус» (у 2003 році).

## Твори

### Романи та повісті
- 1987 — Wojny urojone (Уявні війни)
- 1989 — Zabójcy szatana (Убивці сатани)
- 1990 — Bramy strachu (Ворота страху)
- 1990 — Nostalgia za Sluag Side (Ностальгія за Слуаг Сайд)
- 1991 — Dziennik czasu plagi (Новини чумної епохи)
- 1991 — Przesiadka w przedpieklu (Przesiadka w piekle) (Пересадка в пеклі)
- 1997 — Miecz Orientu (Меч Орієнту)
- 2001 — Autobahn nach Poznań (Автобан нах Познань)
- 2002—2004 — Achaja (Ахая) І—ІІІ томи
- 2008 — Breslau forever (Бреслау forever)
- 2009 — Ucieczka z Festung Breslau (Утеча з Фестунг Бреслау)
- 2010 — Żołnierze grzechu (Солдати гріха)
- 2012—2016 — Pomnik Cesarzowej Achai (Щоденник імператриці Ахаї) I—V томи
- 2012 — Za progiem grobu (За порогом труни)
- 2017 — Virion (Віріон)

### Оповідання
- 1979 — Zakład zamknięty (Закритий заклад)
- 1980 — Twarze (Обличчя)
- 1981 — Koloryt lokalny (Місцевий колорит)
- 1982 — Blisko granicy (Біля кордону)
- 1982 — Poziom zerowy (Нульовий рівень)
- 1983 — Ghost (Привид)
- 1983 — Gra (Гра)
- 1983 — Martwa fala (Мертва хвиля)
- 1985 — Czekając na barbarzyńców (Чекаючи варварів)
- 1985 — Daimonion (Даймоніон)
- 1985 — Port (Порт)
- 1985 — Precedens (Прецедент)
- 1985 — Reguły gry (Правила гри)
- 1991 — Czasy, które nadejdą (Часи, які прийдуть)
- 2000 — Bomba Heisenberga (Бомба Гейзенберга)
- 2001 — Toy Toy Song…
- 2001 — Toy Trek
- 2001 — Waniliowe plantacje Wrocławia (Ванільні плантації Вроцлава)
- 2002 — Achaja — nie ma przeznaczenia (Ахая — немає долі)
- 2002 — Czarownice (Чарівниці)
- 2002 — Legenda, czyli pijąc wódkę we Wrocławiu w 1999 roku (Легенда, або чи пив ти горілку у Вроцлаві в 1999 році)
- 2002 — Lodowa opowieść (Льодова оповідь)
- 2002 — Spadek (Спадок)
- 2003 — Ghost II — dwadzieścia lat później (Привид ІІ — двадцятьма роками пізніше)
- 2003 — Zapach szkła (Запах скла)
- 2004 —Achaja — zaginiony rozdział (Ахая — загублений розділ)
- 2004 — Chłopaki, wszyscy idziecie do piekła (Хлопці, всі підете в пекло)
- 2004 — Ciężka sprawa (Важка справа)
- 2005 — Toy Wars — Wojownik Ostatecznej Zagłady (Toy Wars — воїн останнього знищення)
- 2005 — Wypasacz (Пастух)
- 2011 — A jeśli to ja jestem Bogiem? (А якщо це я — Бог?)
- 2011 — Siedem schodów (Сім сходинок)
- 2012 — Pułapka Tesli (Пастка Тесли)
- 2013 — Polski dom (Польський будинок)